# Шашалатська сільська адміністрація
Шашала́тська сільська́ адміністра́ція (абх. Шьашьалаҭ ақыҭа ахадара) — сільська адміністрація в складі Очамчирського району Абхазії. Адміністративний центр адміністрації — село Первел-Шашалат.
Сільська адміністрація в часи СРСР існувала як Репо-Шешелетська сільська рада Гальського району. 1994 року, після адміністративної реформи в Абхазії, сільська рада була перетворена на сільську адміністрацію, перейменована і передана до складу Очамчирського району.
В адміністративному відношенні сільська адміністрація утворена з 4 сіл:
- Меоре-Шашалат (Меоре-Шешелеті)
- Пірвел-Шашалат (Пірвелі-Шешелеті)
- Репо-Ецері
- Хумен-Натопурі (Хумені-Натопурі)

| Грузія | Це незавершена стаття з географії Грузії. Ви можете допомогти проєкту, виправивши або дописавши її. |